# Psychotria euaensis
Psychotria euaensis là một loài thực vật có hoa trong họ Thiến thảo. Loài này được M.Hotta miêu tả khoa học đầu tiên năm 1965.